# Hronova Vesec
Hronova Vesec (německy Hrron Wesetz) je malá vesnice, část obce Nadějkov v okrese Tábor v Jihočeském kraji. Nachází se asi 1,5 kilometru jižně od Nadějkova. Je zde evidováno 11 adres. V roce 2011 zde trvale žilo 26 obyvatel.
Hronova Vesec leží v katastrálním území Mozolov o výměře 3,45 km².

## Historie
První písemná zmínka o vesnici pochází z roku 1379.

## Obyvatelstvo
| Rok            | 1869 | 1880 | 1890 | 1900 | 1910 | 1921 | 1930 | 1950 | 1961 | 1970 | 1980 | 1991 | 2001 | 2011 | 2021 |
| -------------- | ---- | ---- | ---- | ---- | ---- | ---- | ---- | ---- | ---- | ---- | ---- | ---- | ---- | ---- | ---- |
| Počet obyvatel | 77   | 60   | 76   | 58   | 61   | 48   | 59   | 40   | 48   | 36   | 27   | 31   | 29   | 26   | 27   |
| Počet domů     | 10   | 10   | 10   | 9    | 9    | 9    | 10   | 10   | 10   | 9    | 8    | 10   | 10   | 10   | 11   |

## Obecní správa
Při sčítání lidu v letech 1850–1979 Hronova Vesec byla osadou obce Petříkovice, se kterým patřila nejprve do okresu Sedlčany, ale v roce 1950 v okrese Milevsko a od roku 1960 v okrese Písek. Od 1. ledna 1980 je částí obce Nadějkov v okrese Písek, ale od 24. listopadu 1990 v okrese Tábor.

## Pamětihodnosti
- Kamenná zvonice s datací 1908 nad prosklenou nikou.
- Vedle zvonice je vztyčen kamenný kříž.
- Další menší kříž se nachází nedaleko návsi v terase u usedlosti.
- Výklenková kaple z roku 1920 stojí u komunikace vedoucí do vesnice.

## Galerie

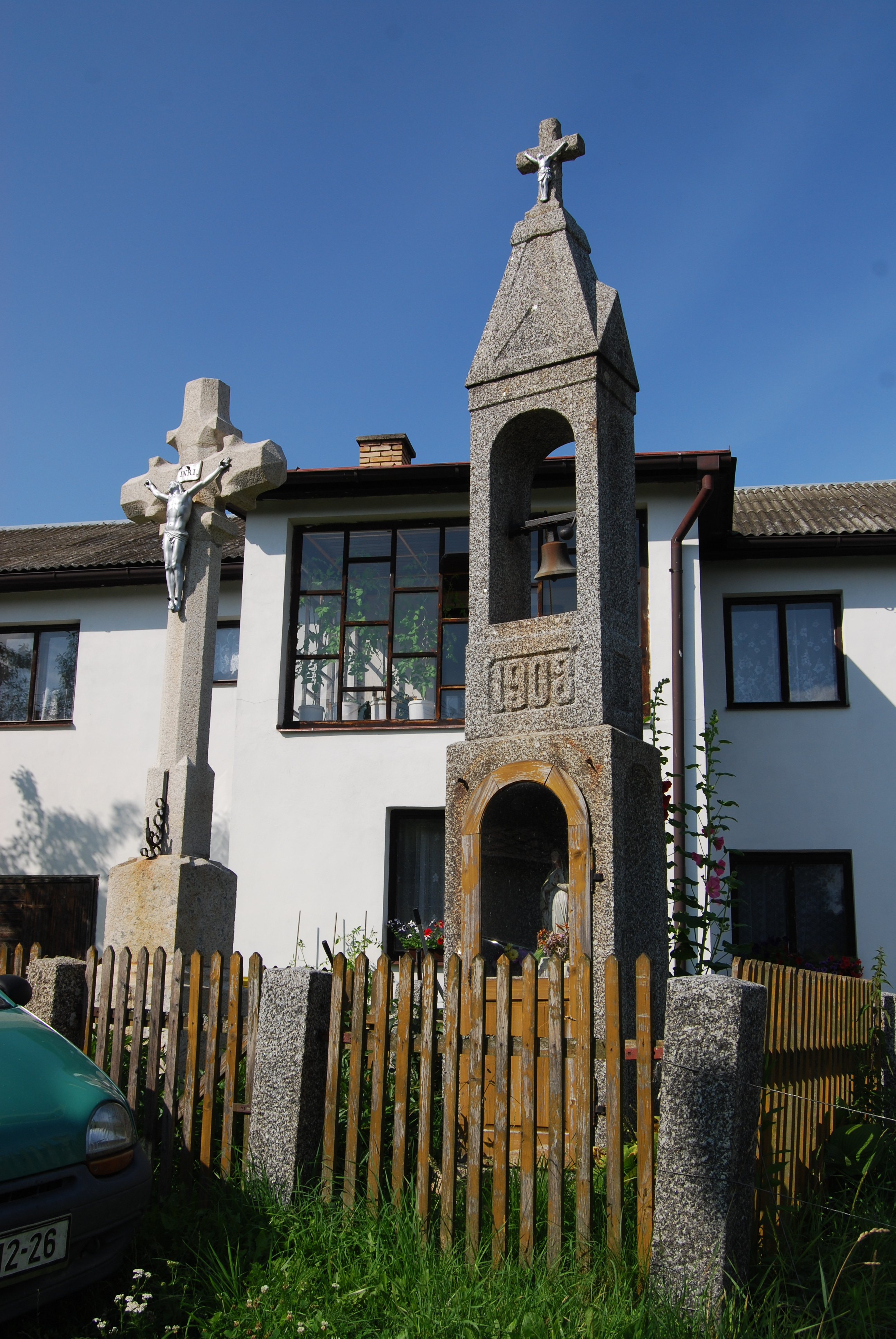
Kamenná zvonice a kříž ve vsi
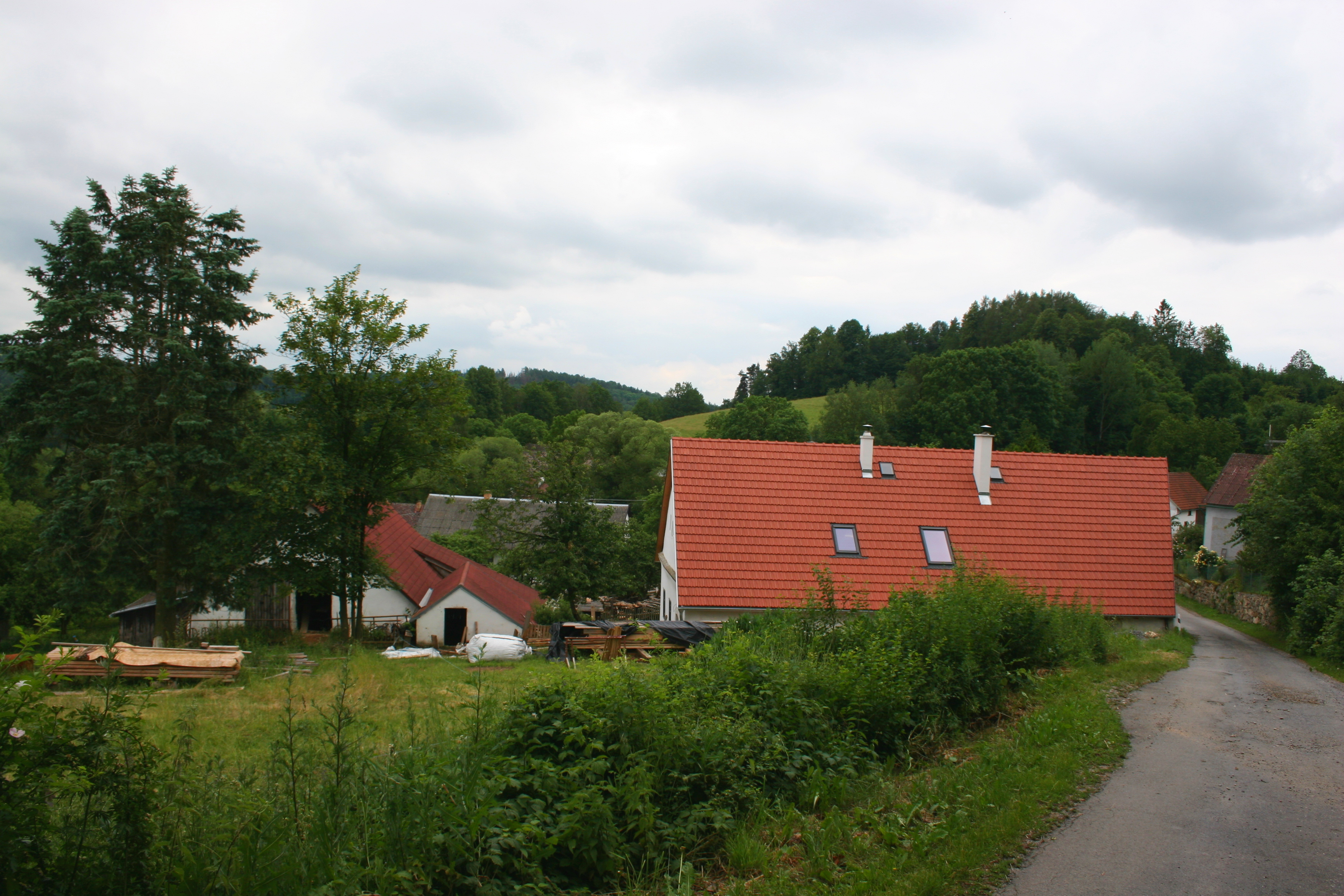
Dům u cesty
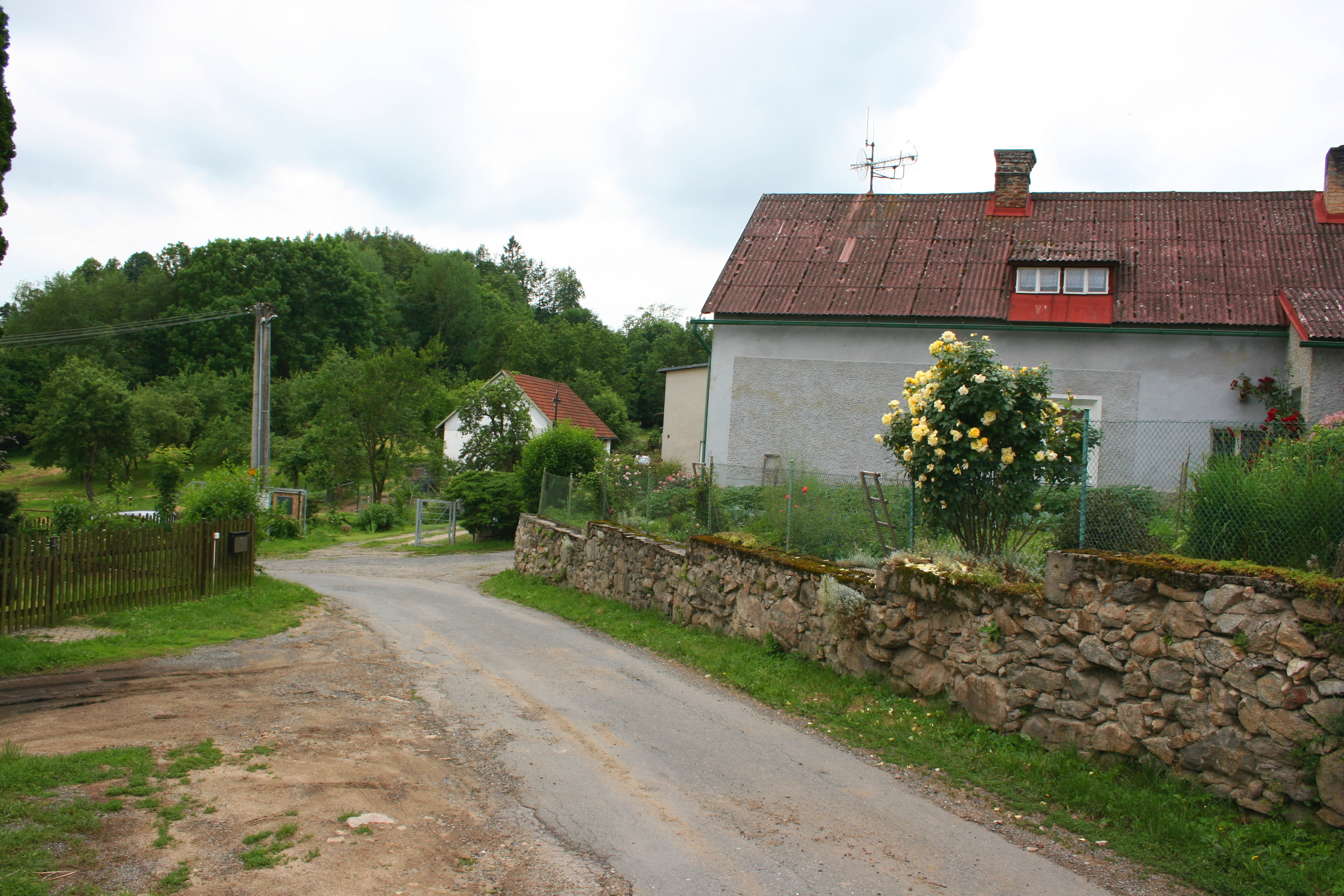
Cesta